# Tridentella vitae
Tridentella vitae is een pissebed uit de familie Tridentellidae. De wetenschappelijke naam van de soort is voor het eerst geldig gepubliceerd in 1984 door Bruce.